# Artur Guerra
Artur Guerra (Silvã de Cima, Sátão, 23 de desembre de 1949) és un traductor portuguès.
Resident a Seixal, prop de Lisboa, l'any 1975 es va llicenciar en Filosofia per la Universitat Pontifícia de Sant Tomàs d'Aquino de Roma, i la Universitat Clàssica de Lisboa (1985). Actualment jubilat, també va ser professor de filosofia i psicologia, i també professor bibliotecari.
El 1983 va començar a traduir com a participant en l'enciclopèdia Lexicoteca del Círculo de Leitores de Lisboa. Guerra té una llarga carrera com a traductor de diverses llengües romàniques com ara el castellà, català, italià i el francès. Fins ara, ha traduït catorze obres del català al portuguès. Des del 1990 Guerra ha traduït del català obres d'autors contemporanis com Marc Pastor, Maria Barbal o Tina Vallès, autors clàssics del segle XX com Mercè Rodoreda, Joan Perucho o Jesús Montcada, i clàssics medievals com Ramon Llull i Joanot Martorell. D'aquest darrer s'ha iniciat la publicació de la versió portuguesa de Tirant Lo Blanc en tres volums, dos dels quals van aparèixer el 2015 i el 2017, mentre que el tercer encara és pendent de publicació.
L'any 2018 la Fundació Ramon Llull, en la seva setena edició que va tenir lloc a Andorra, va fer entrega del Premi Internacional Ramon Llull, concedint a Guerra el Premi de Traducció Literària, dotat amb 4.000 euros.